# 三分三
三分三（学名：Anisodus acutangulus）是茄科山莨菪属的植物，为中国的特有植物。分布于中国大陆的云南等地，生长于海拔2,750米至3,000米的地区，多生长于山坡、田埂上以及林中路旁，目前尚未由人工引种栽培。

## 外部連結
- 三分三, Sanfensan（页面存档备份，存于） 藥用植物圖像數據庫 (香港浸會大學中醫藥學院) （繁體中文）